# Knights Point Obelisk

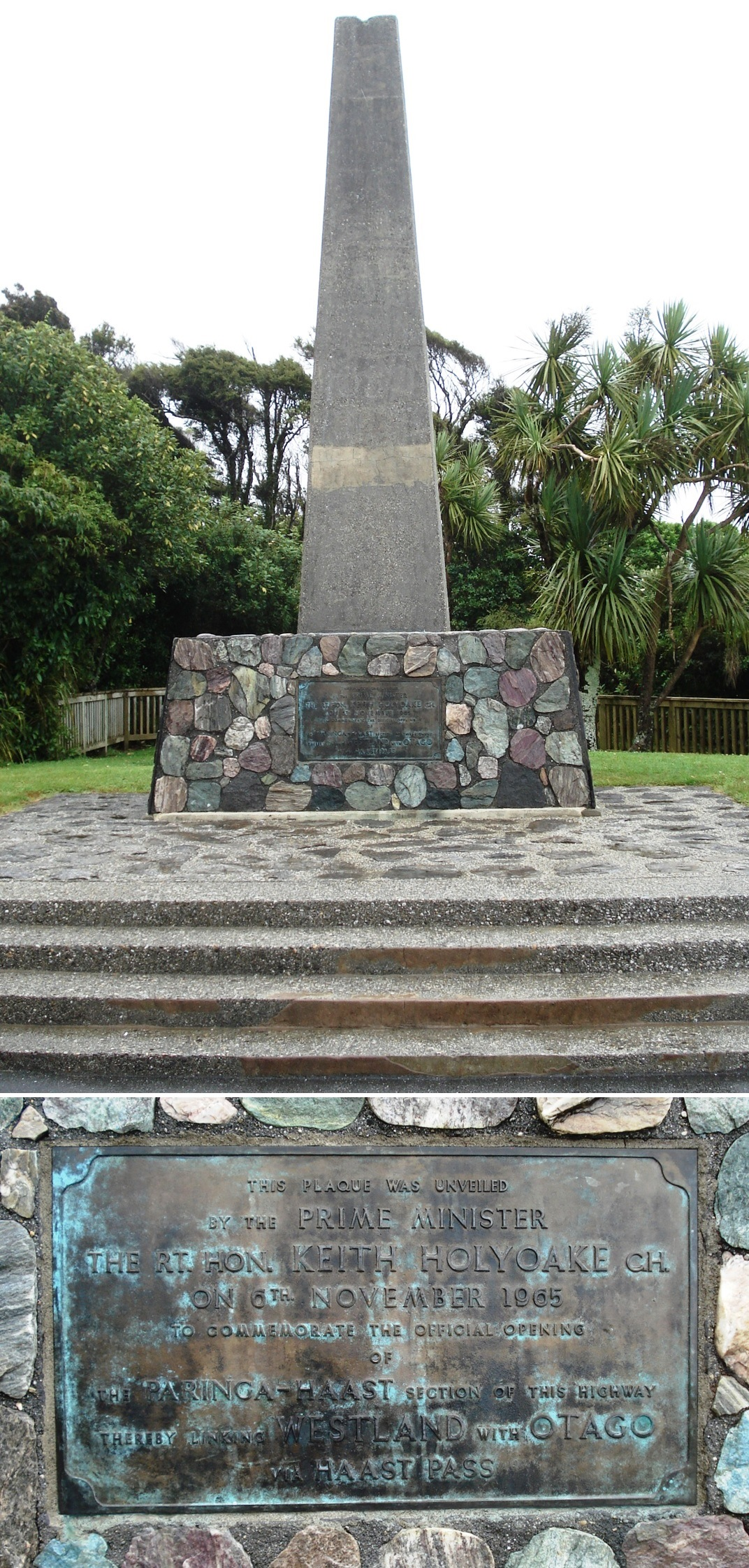
Der Knights Point Obelisk – Denkmal mit Tafel zur Erinnerung an die Eröffnung des New Zealand State Highway 6 1965 (bei Knights Point / Westland District)

Der Knights Point Obelisk (bzw. Knights Point Monument) ist ein Denkmal am Knights Point Lookout, ca. 20 km nordöstlich von Haast (Westland District / Südinsel Neuseelands) an der Küste der Tasmansee direkt westlich des New Zealand State Highway 6.

## Denkmal
Das Denkmal ist ca. 4 m hoch und besteht aus einem Obelisken aus Beton auf einem viereckigen, aus Naturstein gemauerten Sockel, auf einer gepflasterten Fläche, die über drei Stufen vom nordöstlich angrenzenden Parkplatz zugänglich ist. 
Auf dem Postament befindet sich eine Tafel aus Bronze, die an die Eröffnung des Straßenabschnittes des New Zealand State Highway 6 zwischen Haast und Paringa am 6. November 1965 durch den Premierminister Keith Holyoake erinnert, womit die Verbindung zwischen Westland District und Otago (über den Haast Pass/Tioripatea) erfolgt ist.